# 國會音樂集團
國會音樂集團（英語：Capitol Music Group，縮寫為）是一家被环球音乐集团持有的美國一線音樂集團。它是環球音樂集團旗下七大音樂集團之一，其它六個包括是新視鏡唱片、格芬唱片、A&M唱片、小島唱片、Def Jam唱片與聯眾唱片等。透過國會音樂集團發行的唱片公司包括國會唱片、維京唱片、摩城唱片、Blue Note唱片、星沃克唱片、哈弗斯特唱片、國會基督教音樂集團、Priority唱片、Atom Factory娛樂、Deep Well唱片。

## 歷史

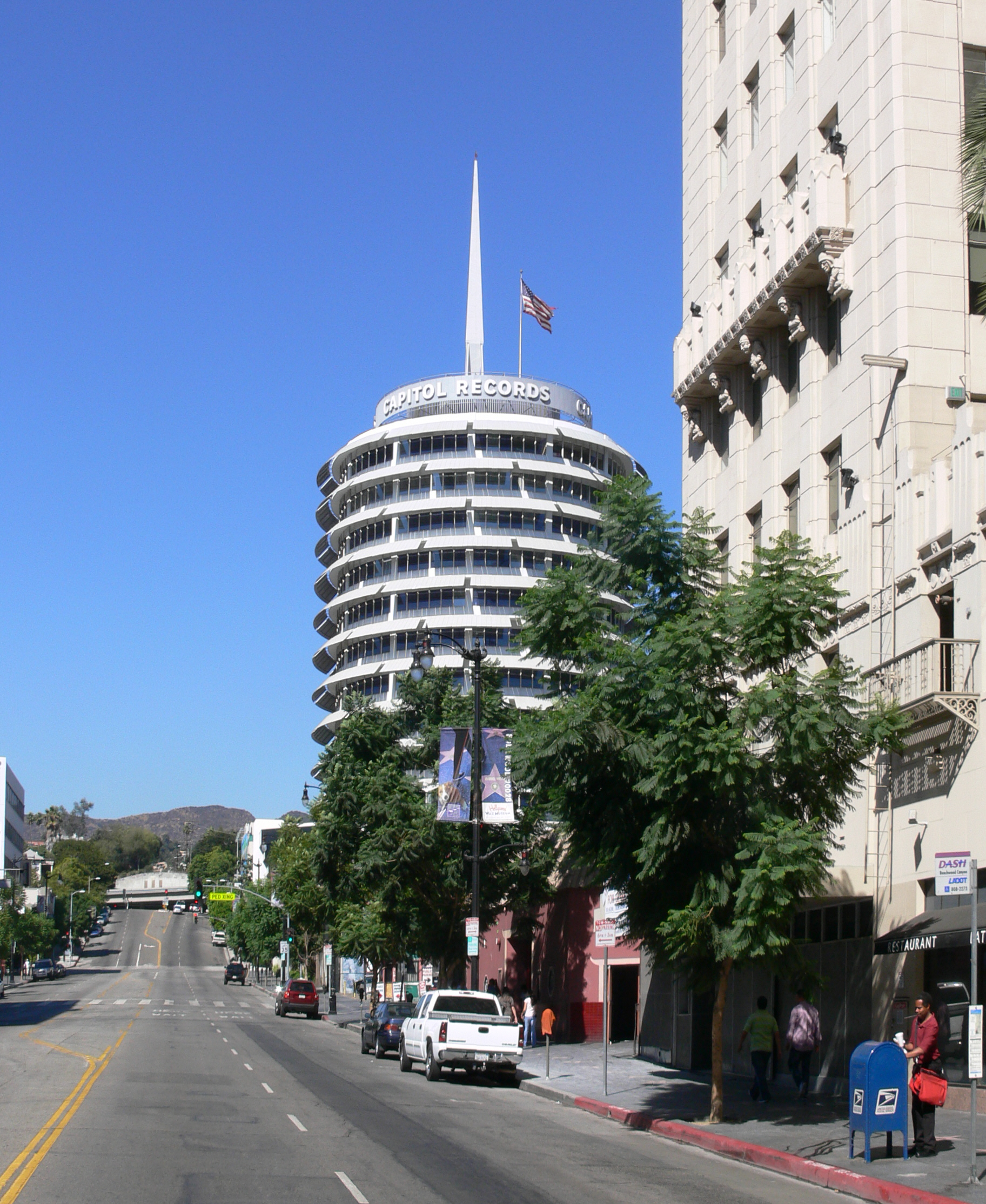
座落于洛杉矶的国会唱片大楼

國會音樂集團由國會唱片與維京唱片於2007年合併組成，此舉有助於百代唱片進行重組並節省平均每年2.17億美元，但是維京唱片與國會唱片都同時保留各自的品牌。
國會唱片首席執行官安迪·斯萊特（Andy Slater）在收到聲稱價值超過1千5百萬美元的養老金後辭職，隨後維京唱片首席執行官傑森·富勒姆（Jason Flom）被委任成為新首腦。作為廠牌的新首腦，傑森·富勒姆直接向百代音樂集團首席執行官艾瑞克·尼克力（Eric Nicoli）匯報。
2010年，維京唱片脫離國會音樂集團，並組成維京音樂集團；但是，至2013年為止，維京音樂集團解散，維京唱片重新回歸國會音樂集團旗下。
2012年11月，傳言史蒂夫·巴奈特（Steve Barnett）將成為國會音樂集團董事長兼首席執行官。
隨著百代音樂集團（不包括Parlophone唱片）併入環球音樂集團的完成，國會音樂集團目前是環球音樂集團於英國的五家廠牌部門之一。
2013年4月，羅比·麥金托什（Robbie McIntosh）被委任為國會音樂集團國際業務運營部的首腦。

## 旗下廠牌
- 2101 Records
- Angel Records（美國）
- Block Entertainment
- Blue Note Records
- Capitol Records
- Caroline Distribution
- Chrysalis Records（美國）
- Capitol Christian Music Group
- EMI America Records
- Get Money Gang Entertainment
- G-Unit Records
- Harvest Records
- Manhattan Records
- Motown Records
- Priority Records
- 10 Records
- Astralwerks
- Circa Records
- Siren Records
- Twenty Two Recordings
- Konspiracy Theory Music
- VC Recordings
- RMG Music Group
- Pinegrove Records
- The Trak Kartel Records
- Virgin Records America
- Unsub Records
- South East Conglomerate LLC

## 外部連結
- 官方网站